# Terry Black
Terence Black, detto Terry (Milwaukee, 15 giugno 1978), è un ex cestista statunitense.

## Carriera
Uscito dalla Baylor University nel 2001, è approdato al Basket Club Ferrara (club neopromosso della Legadue italiana), con cui ha viaggiato a 13 punti di media in 25,7 minuti di utilizzo a partita. L'anno successivo è stato impegnato in Corea del Sud con la maglia dei Changwon LG Sakers, usciti alle semifinali nazionali nonostante i 18 punti e 10 rimbalzi di Black a gara, quindi ha terminato la stagione nella lega statunitense USBL.
Nell'estate del 2003 ha iniziato la sua prima parentesi nella Basketball-Bundesliga firmando con l'EWE Baskets Oldenburg. Al suo primo anno tedesco ha segnato 11,7 punti, catturando anche 7,3 rimbalzi in 30 minuti di media. Le sue cifre del secondo anno parlano invece di 9,3 punti e 7,8 rimbalzi in poco meno di 30 minuti di media. In entrambe le occasioni, i gialloblu sono stati eliminati ai quarti di finale dei play-off scudetto.
Dopo un breve passaggio nella lega statunitense CBA, dal gennaio 2006 ha continuato a giocare in Germania, ma questa volta con il Telekom Baskets Bonn, la cui stagione è terminata anch'essa ai quarti di finale. Qui ha mantenuto i 7,4 rimbalzi di media, ma la media punti è scesa a 7,0 a partita. Nel 2006-2007 è tornato all'EWE Oldenburg, dove è partito perlopiù in quintetto base ma ha visto scendere ulteriormente le sue cifre, visti i 4,8 punti e 4,0 rimbalzi di media in quasi 25 minuti a partita.
Nel 2007 è stato ingaggiato dai Jackson Wildcats, militanti in USBL, ma la franchigia è stata esclusa dal torneo per mancanza di strutture e condizioni di gioco adeguate. Black ha così trascorso la stagione 2007-2008 in Finlandia, al Kataja.